# کشش متقابل تقاضا
کشش متقاطع تقاضا (به انگلیسی: Cross elasticity of demand) مقدار تغییر در مقدار تقاضای کالای X نسبت به تغییر در قیمت کالای Y را کشش متقابل تقاضا می‌نامند. در واقع کشش متقابل تقاضا به ما نشان می دهد که 1% تغییر در قیمت کالای y  چند درصد میزان تقاضای کالای x را تغییر می دهد؛ که به شکل زیر اندازه گرفته می‌شود:
{\displaystyle E_{X,Y}={\frac {\Delta Q_{X}}{\Delta P_{Y}}}\cdot {\frac {P_{Y}}{Q_{X}}}}
در این فرمول {\displaystyle {\Delta Q_{X}}} تغییر در مقدار تقاضای کالای X و {\displaystyle {\Delta P_{Y}}} تغییر در قیمت کالای Y می‌باشد. برای محاسبه دقیق‌تر، کشش قوسی را به شکل زیر محاسبه می‌کنیم:
{\displaystyle E_{X,Y}={\frac {Q_{X}2-Q_{X}1}{P_{Y}2-P_{Y}1}}\cdot {\frac {P_{Y}2+P_{Y}1}{Q_{X}2+Q_{X}1}}}
اگر {\displaystyle E_{X,Y}} مثبت بود، دو کالا جانشین همدیگر هستند، و اگر منفی بود مکمل یکدیگر هستند، و اگر نزدیک به صفر بود دو کالای مستقل و بی‌ارتباط به همدیگر هستند. کشش متقابل تقاضا در حد نسبتاً بالا غالباً در مورد یک صنعت به کار برده می‌شود زیرا معرف آن است که کالاهای مختلف خیلی به یکدیگر شبیه هستند.

## منبع
- مشارکت‌کنندگان ویکی‌پدیا. «Cross elasticity of demand». در دانشنامهٔ ویکی‌پدیای انگلیسی، بازبینی‌شده در ۶ دسامبر ۲۰۲۴.

1. ↑  اقتصاد صنعتی( نظریه و کاربرد). به کوشش فرهاد خداداد کاشی.